# Mystacopsyche longipilosa
Mystacopsyche longipilosa is een schietmot uit de
familie Philorheithridae. De soort komt voor in het Neotropisch gebied.